# The Silent Battle
The Silent Battle er en amerikansk stumfilm fra 1916 af Jack Conway.

## Medvirkende
- J. Warren Kerrigan som Tom Gallatin.
- Lois Wilson som Jane Loring.
- Maude George som Nina Jaffray.
- Harry Carter som Coleman Van Duyn.
- Ray Hanford som John Kenyon.